# Mémorial Van Damme 2007
Le Mémorial Van Damme 2007 est un meeting d'athlétisme qui a eu lieu le 14 septembre 2007 au stade Roi Baudouin à Bruxelles.
C'était la 31e édition du Mémorial Van Damme et il était cette année-là l'avant dernier meeting de la Golden League 2007.
L'éthiopienne Meseret Defar a amélioré le record du monde officieux du 2 miles (3 218 m) en 8 min 58 s 58.
Ce n'est pas un record du monde officiel, car le 2 miles n'est pas une distance reconnue en athlétisme.

## Résultats

### Abréviations
Les abréviations suivantes sont utilisées dans les tableaux ci-dessous :
- MR = Meeting Record - record du meeting
- NR = National Record - record national
- PB = Personal Best - meilleure performance personnelle
- SB = Seasonal Best - meilleure prestation personnelle de la saison
- WL = World Leading - leader mondial actuel (saison 2007)
- WR = World Record - record du monde

### Hommes

#### 100 m
| Rang | Athlète             | Pays              | Temps     |
| ---- | ------------------- | ----------------- | --------- |
| 1    | Asafa Powell        | Jamaïque          | 9 s 84 MR |
| 2    | Jaysuma Saidy Ndure | Norvège           | 10 s 11   |
| 3    | Michael Frater      | Jamaïque          | 10 s 12   |
| 4    | Marlon Devonish     | Royaume-Uni       | 10 s 16   |
| 5    | Marc Burns          | Trinité-et-Tobago | 10 s 18   |
| 6    | Francis Obikwelu    | Portugal          | 10 s 25   |
| 7    | Olusoji Fasuba      | Nigeria           | 10 s 29   |
| 8    | Darvis Patton       | États-Unis        | 10 s 30   |
| 9    | Leroy Dixon         | États-Unis        | 10 s 31   |

#### 200 m
| Rang | Athlète           | Pays       | Temps   |
| ---- | ----------------- | ---------- | ------- |
| 1    | Wallace Spearmon  | États-Unis | 19 s 88 |
| 2    | Xavier Carter     | États-Unis | 20 s 04 |
| 3    | Usain Bolt        | Jamaïque   | 20 s 14 |
| 4    | Rodney Martin     | États-Unis | 20 s 39 |
| 5    | Johan Wissman     | Suède      | 20 s 49 |
| 6    | Joshua J. Johnson | États-Unis | 20 s 54 |
| 7    | Paul Hession      | Irlande    | 20 s 79 |
| 8    | Guus Hoogmoed     | Pays-Bas   | 20 s 85 |
| 9    | Kristof Beyens    | Belgique   | 20 s 94 |

#### 800 m
| Rang | Athlète           | Pays            | Temps         |
| ---- | ----------------- | --------------- | ------------- |
| 1    | David Rudisha     | Kenya           | 1 min 44 s 15 |
| 2    | Mbulaeni Mulaudzi | Afrique du Sud  | 1 min 44 s 40 |
| 3    | Yusuf Saad Kamel  | Bahreïn         | 1 min 44 s 43 |
| 4    | Belal Mansoor Ali | Bahreïn         | 1 min 44 s 89 |
| 5    | Mohammed Al-Salhi | Arabie saoudite | 1 min 45 s 30 |
| 6    | Joeri Borzakovski | Russie          | 1 min 45 s 46 |
| 7    | Alfred Yego       | Kenya           | 1 min 45 s 83 |
| 8    | Thomas Matthys    | Belgique        | 1 min 47 s 30 |
| 9    | Arnoud Okken      | Pays-Bas        | 1 min 47 s 77 |

#### 1 500 m
| Rang | Athlète                  | Pays        | Temps            |
| ---- | ------------------------ | ----------- | ---------------- |
| 1    | Daniel Kipchirchir Komen | Kenya       | 3 min 32 s 67    |
| 2    | Mohammed Moustaoui       | Maroc       | 3 min 34 s 68    |
| 3    | Juan Carlos Higuero      | Espagne     | 3 min 34 s 72    |
| 4    | Geoffrey Rono            | Kenya       | 3 min 35 s 72 SB |
| 5    | Andy Baddeley            | Royaume-Uni | 3 min 35 s 94    |
| 6    | Rashid Ramzi             | Bahreïn     | 3 min 36 s 20    |
| 7    | Shedrack Korir           | Kenya       | 3 min 36 s 45    |
| 8    | Arturo Casado            | Espagne     | 3 min 36 s 68    |
| 9    | Elkanah Angwenyi         | Kenya       | 3 min 37 s 23 SB |
| 10   | Jon Rankin               | États-Unis  | 3 min 37 s 68    |
| 11   | Suleiman Simotwo         | Kenya       | 3 min 38 s 20    |
| 12   | Hassan Mourhit           | Belgique    | 3 min 43 s 28    |
| 13   | Asbel Kiprop             | Kenya       | 3 min 43 s 98    |
| 14   | Nicholas Kemboi          | Kenya       | 3 min 44 s 17    |
| 15   | Joeri Jansen             | Belgique    | 3 min 47 s 39    |

#### 3 000 m steeplechase
| Rang | Athlète             | Pays  | Temps            |
| ---- | ------------------- | ----- | ---------------- |
| 1    | Paul Kipsiele Koech | Kenya | 7 min 58 s 80 WL |
| 2    | Brimin Kipruto      | Kenya | 8 min 02 s 89 PB |
| 3    | Willy Komen         | Kenya | 8 min 11 s 18 PB |

#### 5 000 m
| Rang | Athlète        | Pays     | Temps             |
| ---- | -------------- | -------- | ----------------- |
| 1    | Sileshi Sihine | Éthiopie | 12 min 50 s 16 SB |
| 2    | Eliud Kipchoge | Kenya    | 12 min 50 s 38 SB |
| 3    | Moses Kipsiro  | Ouganda  | 12 min 50 s 72 NR |

#### 10 000 m
| Rang | Athlète         | Pays     | Temps             |
| ---- | --------------- | -------- | ----------------- |
| 1    | Kenenisa Bekele | Éthiopie | 26 min 46 s 19 WL |
| 2    | Moses Masai     | Kenya    | 26 min 49 s 20 PB |
| 3    | Micah Kogo      | Kenya    | 26 min 58 s 42 SB |

#### 110 m haies
| Rang | Athlète       | Pays       | Temps   |
| ---- | ------------- | ---------- | ------- |
| 1    | Dayron Robles | Cuba       | 13 s 21 |
| 2    | Anwar Moore   | États-Unis | 13 s 25 |
| 3    | Allen Johnson | États-Unis | 13 s 27 |

#### 4 × 100 m
| Rang | Athlète | Pays     | Temps   |
| ---- | ------- | -------- | ------- |
| 1    | RFCL    | Belgique | 40 s 98 |
| 2    | RESC    | Belgique | 41 s 14 |
| 3    | KKS     | Belgique | 42 s 03 |

- Il n'y a que des clubs d'athlétisme belges qui ont participé à ce relais.

#### Javelot
| Rang | Athlète             | Pays     | Distance |
| ---- | ------------------- | -------- | -------- |
| 1    | Tero Pitkämäki      | Finlande | 87,30 m  |
| 2    | Andreas Thorkildsen | Norvège  | 86,14 m  |
| 3    | Magnus Arvidsson    | Suède    | 83,09 m  |

#### Triple saut
| Rang | Athlète      | Pays       | Longueur |
| ---- | ------------ | ---------- | -------- |
| 1    | Walter Davis | États-Unis | 17,27 m  |
| 2    | Aarik Wilson | États-Unis | 17,20 m  |
| 3    | Nelson Evora | Portugal   | 17,14 m  |

#### Futuris Kids Run
| Rang | Athlète            | Pays     | Temps         |
| ---- | ------------------ | -------- | ------------- |
| 1    | Jordy Schollaert   | Belgique | 3 min 01 s 92 |
| 2    | Ward Van der Kelen | Belgique | 3 min 02 s 89 |
| 3    | Xavier De Vriendt  | Belgique | 3 min 03 s 76 |

- Uniquement des garçons belges de moins de 12 ans ont participé à cette course de 1 000 m.

### Femmes

#### 100 m
| Rang | Athlète           | Pays       | Temps   |
| ---- | ----------------- | ---------- | ------- |
| 1    | Veronica Campbell | Jamaïque   | 11 s 11 |
| 2    | Christine Arron   | France     | 11 s 22 |
| 3    | Torri Edwards     | États-Unis | 11 s 22 |

#### 200 m
| Rang | Athlète                  | Pays         | Temps   |
| ---- | ------------------------ | ------------ | ------- |
| 1    | Kim Gevaert              | Belgique     | 22 s 75 |
| 2    | Torri Edwards            | États-Unis   | 22 s 81 |
| 3    | Sherry Fletcher          | Grenade      | 23 s 08 |
| 4    | Lashauntea Moore         | États-Unis   | 23 s 13 |
| 5    | Muriel Hurtis-Houairi    | France       | 23 s 29 |
| 6    | Debbie Ferguson-McKenzie | Bahamas      | 23 s 34 |
| 7    | Hanna Mariën             | Belgique     | 23 s 56 |
| 8    | Cydonie Mothersill       | Îles Caïmans | 23 s 57 |
| 9    | Olivia Borlée            | Belgique     | 24 s 01 |

#### 400 m
| Rang | Athlète          | Pays        | Temps      |
| ---- | ---------------- | ----------- | ---------- |
| 1    | Sanya Richards   | États-Unis  | 49 s 29 WL |
| 2    | Nicola Sanders   | Royaume-Uni | 50 s 34    |
| 3    | Novlene Williams | Jamaïque    | 50 s 66    |

#### 100 m haies
| Rang | Athlète                | Pays       | Temps   |
| ---- | ---------------------- | ---------- | ------- |
| 1    | Susanna Kallur         | Suède      | 12 s 52 |
| 2    | Delloreen Ennis-London | Jamaïque   | 12 s 61 |
| 3    | Michelle Perry         | États-Unis | 12 s 61 |
| 4    | Angela Whyte           | Canada     | 12 s 69 |
| 5    | LoLo Jones             | États-Unis | 12 s 70 |
| 6    | Sally McLellan         | Australie  | 13 s 00 |
| 7    | Josephine Onyia        | Espagne    | 13 s 08 |
| 8    | Eline Berings          | Belgique   | 13 s 25 |
| 9    | Perdita Felicien       | Canada     | 13 s 40 |

#### Perche
| Rang | Athlète            | Pays     | Hauteur |
| ---- | ------------------ | -------- | ------- |
| 1    | Yelena Isinbayeva  | Russie   | 4,80 m  |
| 2    | Svetlana Feofanova | Russie   | 4,80 m  |
| 3    | Kateřina Baďurová  | Tchéquie | 4,65 m  |

#### Saut en hauteur
| Rang | Athlète           | Pays    | Hauteur   |
| ---- | ----------------- | ------- | --------- |
| 1    | Blanka Vlašić     | Croatie | 2,03 m    |
| 2    | Yelena Slesarenko | Russie  | 2,01 m    |
| 3    | Vita Palamar      | Ukraine | 1,99 m SB |

#### 4 × 100 m
| Rang | Athlète | Pays     | Temps   |
| ---- | ------- | -------- | ------- |
| 1    | AVT     | Belgique | 47 s 61 |
| 2    | RESC    | Belgique | 48 s 37 |
| 3    | RAM     | Belgique | 48 s 41 |

- Il n'y a que des clubs d'athlétisme belges qui ont participé à ce relais.

#### Mile
| Rang | Athlète         | Pays    | Temps            |
| ---- | --------------- | ------- | ---------------- |
| 1    | Maryam Jamal    | Bahreïn | 4 min 17 s 75 MR |
| 2    | Yelena Soboleva | Russie  | 4 min 21 s 16    |
| 3    | Olga Yegorova   | Russie  | 4 min 24 s 24    |

#### 2 miles
| Rang | Athlète                   | Pays        | Temps            |
| ---- | ------------------------- | ----------- | ---------------- |
| 1    | Meseret Defar             | Éthiopie    | 8 min 58 s 58 WR |
| 2    | Priscah Jepleting Cherono | Kenya       | 9 min 14 s 09 NR |
| 3    | Sylvia Jebiwott Kibet     | Kenya       | 9 min 16 s 62    |
| 4    | Viola Kibiwot             | Kenya       | 9 min 18 s 26    |
| 5    | Jessica Augusto           | Portugal    | 9 min 22 s 89 NR |
| 6    | Helen Clitheroe           | Royaume-Uni | 9 min 38 s 39    |
| 7    | Veerle Dejaeghere         | Belgique    | 9 min 49 s 93 NR |
| 8    | Mimi Belete               | Éthiopie    | 10 min 06 s 60   |
| 9    | Bizunesh Urgesa           | Éthiopie    | 10 min 08 s 10   |
| 10   | Mahlet Melese             | Éthiopie    | 10 min 15 s 25   |

- Meseret Defar améliore le précédent record du monde (9 min 10 s 47 par elle également) de près de 12 secondes.

#### Futuris Kids Run
| Rang | Athlète               | Pays     | Temps         |
| ---- | --------------------- | -------- | ------------- |
| 1    | Laura Bertrand        | Belgique | 3 min 05 s 07 |
| 2    | Charlotte Vieilvoye   | Belgique | 3 min 06 s 99 |
| 3    | Liza Van den Eeckhout | Belgique | 3 min 13 s 18 |

- Uniquement des jeunes filles belges de moins de 12 ans ont participé à cette course de 1 000 m.